# オーバーハウザー磁力計
オーバーハウザー磁力計（オーバーハウザーじりょくけい、英語: Overhauser magnetometer）は、磁場の大きさを計測することを目的とした計測器。

## 概要
オーバーハウザー磁力計は従来、地磁気の計測に使用されてきたプロトン磁力計や光ポンピング磁力計よりも消費電力が少ないが、同じくらい高感度の磁力計。計測可能な磁場の強度は微弱な磁場で主に地磁気の観測に使用される。堅牢で超伝導量子干渉素子(SQUID)のように極低温に冷却する必要が無いので小型軽量化が可能でドローンで曳航したり人工衛星に搭載して地磁気の分布を計測するような用途でも使用できる。

## 原理
核磁気共鳴を応用した磁力計でオーバーハウザー効果を応用しており、空間的に近い位置にある2個のプロトンの一方が共鳴するとスピンは飽和して他方のプロトンの信号強度が増大する現象を利用することで効率よく測定ができる。

## 主な用途
- 地磁気の観測